# Carl Perkins’ Greatest Hits
Carl Perkins’ Greatest Hits — четвёртый альбом американского певца Карла Перкинса. Пластинка не является сборником, как может показаться из названия: в альбом вошли специально записанные песни, часть из них старые рок-н-роллы; другая часть — новые композиции в стиле кантри. Половина песен альбома не были хитами собственно Перкинса. Альбом занял 32-е место в хит-параде категории «кантри», став, таким образом, не только первой долгоиграющей пластинкой певца, попавшей в американский хит-парад, но и самой успешной (все остальные альбомы Перкинса либо вообще не попадали в «Биллборд», либо занимали места гораздо ниже).

## Обзор
После пребывания на лейбле Dollie Records в 1966—1968 гг. и выпуска синглов и альбома, не вызвавших большого интереса, Перкинс вернулся Columbia Records, где он записывался в 1958—1963 гг. Первым новым синглом стала «Restless», занявшая 20-е место в хит-параде категории «кантри». Альбом включает новые записи таких ранних хитов певца, как «Blue Suede Shoes», «Honey Don’t», «Matchbox», «Boppin’ the Blues» и «Your True Love», а также кавер-версию «Mean Woman Blues», которую в своё время записывали Элвис Пресли и Джерри Ли Льюис.
На обратной стороне конверта помещены текст и стихотворение, посвящённое Перкинсу, написанные Джонни Кэшем. Кэш и Перкинс были в своё время коллегами по лейблу Sun, а к 1969 году Перкинс вошёл в концертное шоу Кэша. Для альбома Перкинс записал один из ранних хитов Кэша «Folsom Prison Blues», а Кэш в свою очередь записал композицию Перкинса «Daddy Sang Bass» с данного альбома, которая стала хитом в исполнении Кэша в 1968 году. В 1974 году альбом был переиздан в другой обложке.

## Список композиций
1. Blue Suede Shoes (2:20)
2. Matchbox (2:25)
3. Mean Woman Blues (2:11)
4. Turn Around (2:52)
5. Folsom Prison Blues (2:33)
6. Daddy Sang Bass (2:15)
7. Boppin’ the Blues (2:26)
8. Honey Don’t (2:51)
9. That’s Right (2:49)
10. Your True Love (2:00)
11. Restless (2:44)

## Альбомные синглы
- Restless / 11-43 (1968)